# 凱·范戴克
凱·范戴克（荷蘭語：Kay van Dijk；1984年6月25日—）是一位荷蘭排球運動員。他是荷蘭國家男子排球隊的一員，代表荷蘭參加了2004年奧運會的賽事。他也代表荷蘭參加了2008年歐洲聯賽並且獲得銀牌。